# Bolgheri
Bolgheri ist ein Ortsteil (Fraktion, italienisch frazione) von Castagneto Carducci in der Provinz Livorno, Region Toskana in Italien.

## Geografie
Der Ortsteil liegt 8 km nördlich des Hauptortes Castagneto Carducci und am nördlichen Rand der Colline Metallifere. Das Naturschutzgebiet Oasi di Bolgheri gehört zum Ortsgebiet.

## Geschichte
Der Ortsname bezieht sich auf Bulgaren, die im Ort als Unterstützung für die Langobarden stationiert waren. Bis dahin war der Ort als Sala del Duca Allone bekannt. Erstmals schriftlich erwähnt wird der Ort als Bulgari Castrum am 20. November 1075 in einem Dokument von Papst Gregor VII. an den Bischof von Populonia. Im 13. Jahrhundert übernahm die Familie der Della Gherardesca die Vorherrschaft im Ort. Im Mittelalter wurde der Ort mehrfach Opfer der Kriege um die Vorherrschaft in Italien, so wurde er 1393 von den Truppen aus Florenz sowie 1496 von Maximilian I. besetzt und zerstört. Danach hielt sich die Bevölkerungszahl bis in die Mitte des 18. Jahrhunderts bei ca. 100 Einwohnern. Durch Maßnahmen wie Drainagen und Meliorationen wurde der Ort im 19. Jahrhundert wieder attraktiv, so dass sich bis 1835 die Bevölkerungsanzahl versechsfachte (635 Einwohner). Darunter zählte auch die Familie des Poeten Giosuè Carducci, die hier mit ihm ab 1838 wohnte. Eine weitere Renaissance erlebte der Ort in den 1970er Jahren, als der Ort als Weinbaugebiet durch das Magazin Decanter ausgezeichnet wurde.

## Sehenswürdigkeiten

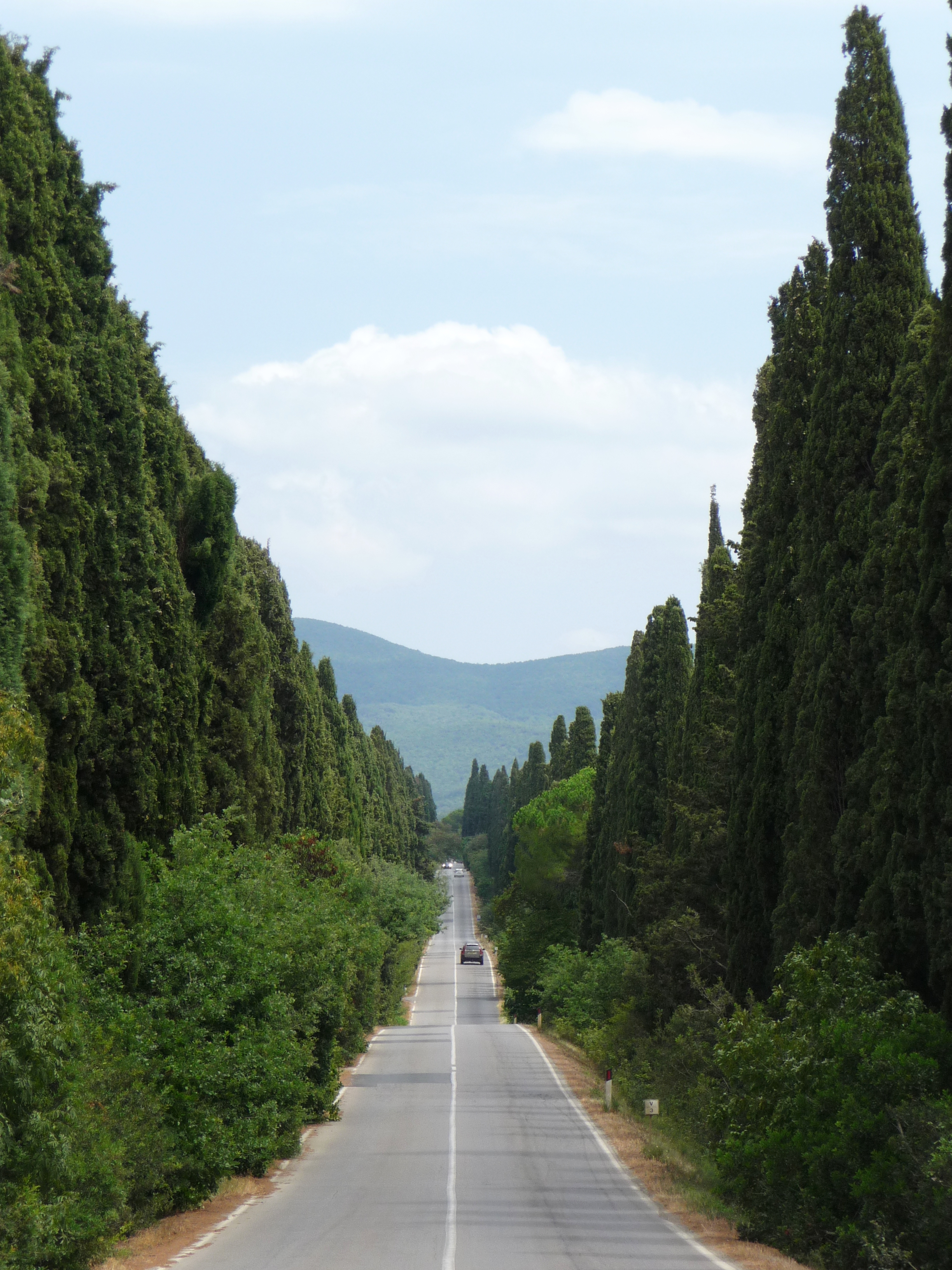
Die Viale dei Cipressi

- Castello di Bologheri, erstmals am 23. Januar 1158 dokumentiertes und seit dem 13. Jahrhundert im Besitz der Familie der Della Gherardesca stehendes Schloss.
- Chiesa di Sant’Antonio, 1686 entstandene Kirche kurz außerhalb des Ortskerns.
- Chiesa dei Santi Giacomo e Cristoforo, einzige Kirche im Ortskern von Bolgheri. Wurde 1902 restauriert.
- Chiesa di San Sebastiano, Kirche.
- San Guido, Oratorium und Kirche aus dem Jahr 1703 an der Via Aurelia.
- Torre di Donoratico, Turm der Burg Castello di Donoratico, 1433 zerstörter Turm, heute noch als Ruine zu besichtigen.
- Viale dei Cipressi, 5 km lange Zypressenallee, die bei San Guido von der Via Aurelia zum Ortskern von Bolgheri führt.
- Wohnhaus des Giosuè Carducci im Ortszentrum an der Ecke Via dei Colli und Via del Poggio mit der Statua a Nonna Lucia Carducci am Hauptplatz.

## Wirtschaft
Der wichtigste Wirtschaftszweig ist der Weinbau. Im Gemeindegebiet entstehen DOC-Weine wie der Sassicaia und der Bolgheri.

## Verkehr
Der Ort hat einen Haltepunkt an der Bahnstrecke Pisa–Roma, der allerdings 7 km nordwestlich des Ortskerns am Ortsrand zu Bibbona (Marina di Bibbona) liegt.